# Ablabio (sofista)
Ablabio (in latino Ablabius; Galazia, ... – ...; fl. 390-391) è stato un filosofo, vescovo e retore greco antico.

## Biografia
Nativo della Galazia, Ablabio fu un filosofo sofista allievo di Troilo e un insegnante di retorica.
Nel 390 era verosimilmente pagano; l'anno successivo resse una qualche carica;
successivamente fu ordinato sacerdote da Crisanto, divenendo poi vescovo dei Novaziani a Nicea, dove continuò a insegnare retorica.
Delle lettere da lui ricevute se ne sono conservate due scritte dal retore antiocheno Libanio, e una a testa da Gregorio Nazianzeno e Gregorio di Nissa.